# St. Philipp Neri (Schwelle)

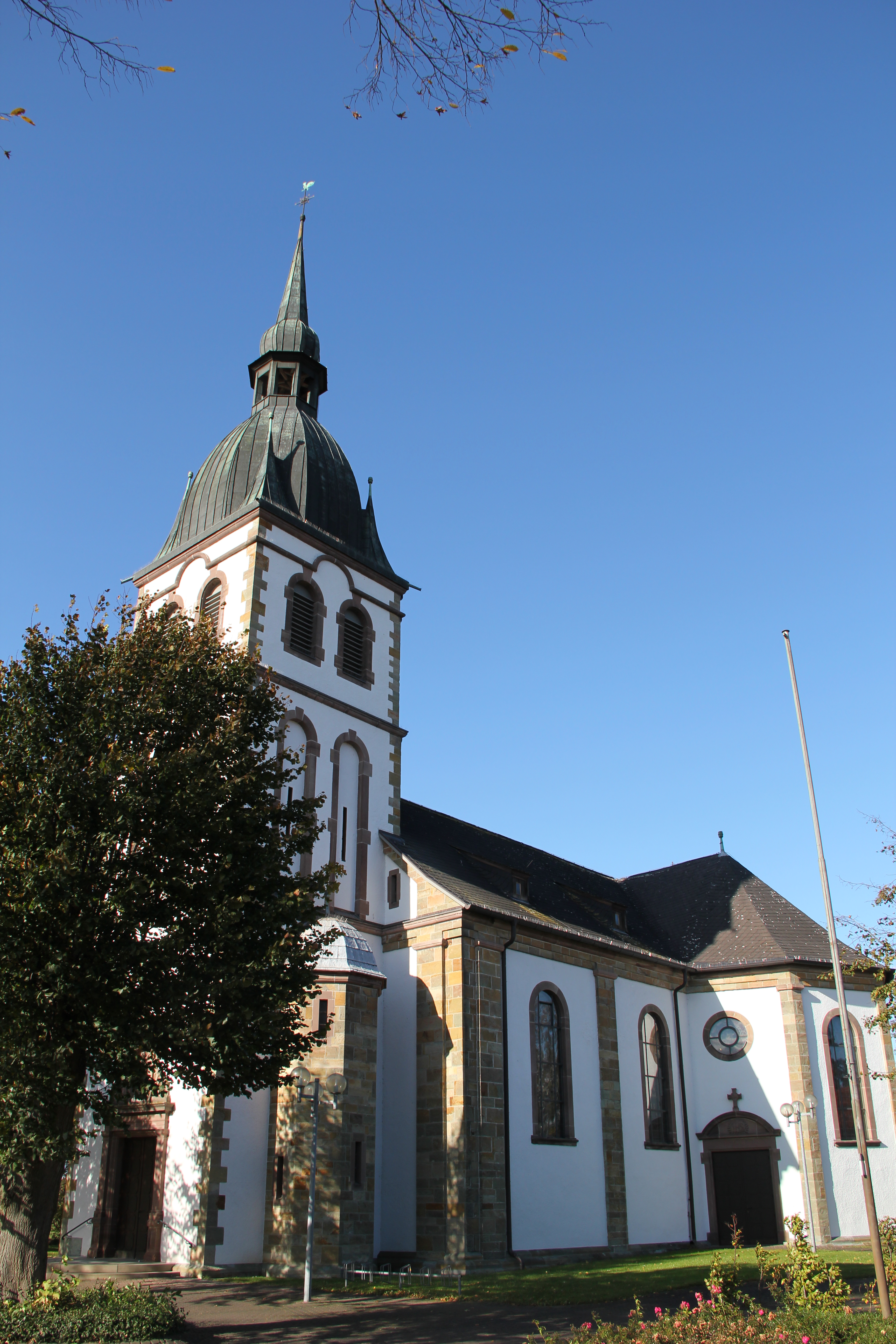
St. Philipp Neri (Schwelle)

Die römisch-katholische, denkmalgeschützte Pfarrkirche St. Philipp Neri steht im Ortsteil Holsen von Schwelle, einem Gemeindeteil von Salzkotten im Kreis Paderborn in Nordrhein-Westfalen. Die Kirchengemeinde gehört zum Pastoralverbund Salzkotten im Dekanat Büren-Delbrück des Erzbistums Paderborn.

## Beschreibung
Die neobarocke Kreuzkirche wurde 1910/11 nach einem Entwurf von Franz Mündelein erbaut. Sie besteht aus einem Kirchturm im Süden des Langhauses, einem Querschiff und einem daran anschließenden Chor, die jeweils einen 4/8-Schluss haben. 
Der Innenraum ist mit einem Kreuzgratgewölbe überspannt. Die Kirchenausstattung ist neobarock. Die Vierung wurde 1923 mit einer Deckenmalerei versehen. Die Orgel mit 16 Registern, auf zwei Manualen und Pedal wurde 1910 von Anton Feith gebaut.